# Skokholm Island
Skokholm Island är en obebodd ö i Storbritannien. Den ligger i kommunen Pembrokeshire och riksdelen Wales, i den sydvästra delen av landet, 400 km väster om huvudstaden London. Arean är 1,0 kvadratkilometer. Ön koloniserades av vikingar och fick därav sitt nordiska namn, som påminner om Stockholm.

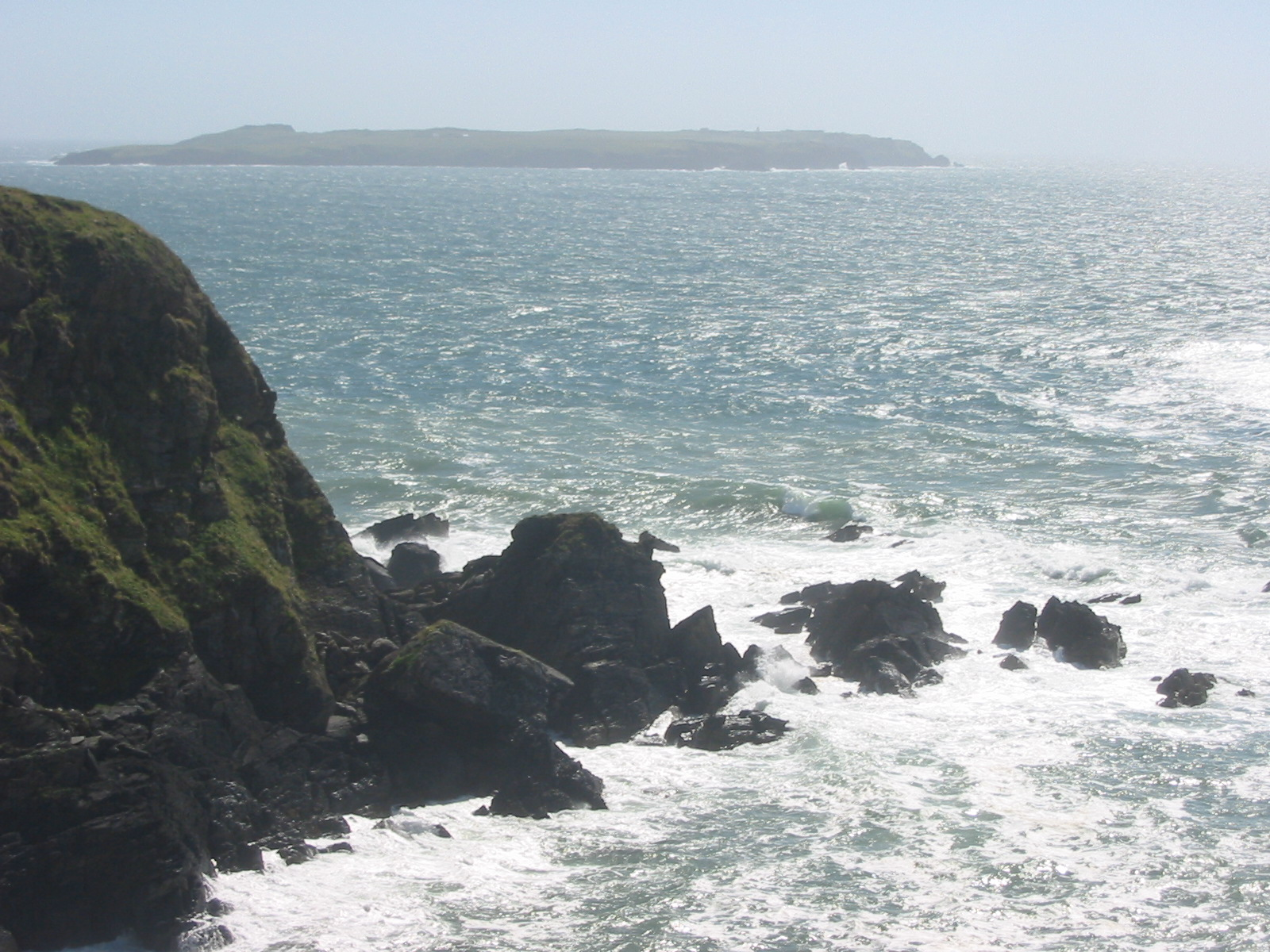
Skokholm Island

Terrängen på Skokholm Island är platt. Öns högsta punkt är 47 meter över havet. Den sträcker sig 1,2 kilometer i nord-sydlig riktning, och 1,8 kilometer i öst-västlig riktning.
Klimatet i området är tempererat. Årsmedeltemperaturen i trakten är 9 °C. Den varmaste månaden är juli, då medeltemperaturen är 13 °C, och den kallaste är januari, med 4 °C.